# Saint-Ouen-les-Vignes
Saint-Ouen-les-Vignes là một xã của tỉnh Indre-et-Loire, thuộc vùng Centre-Val de Loire, miền trung nước Pháp.